# Arthemesia
Arthemesia es una banda de black metal melódico formada en 1994 en Finlandia. El nombre de la banda se deriva de Artemisia absinthium en latín ajenjo que se cree que tiene muchas cualidades espirituales. Su música principalmente se refiere a una proyección de filosofía de la banda, es decir, la glorificación del ocultismo y el satanismo pero también la naturaleza y el chamanismo.
La banda se formó en 1994 cuando tenía el nombre de Celestial Agony por el guitarrista y vocalista Valtias Mustatuuli y el guitarrista Routa, pero no grabarían su primer demo hasta 1998 cuando tenían a Jari "Arbaal" Mäenpää (guitarra), Jukka-Pekka Miettinen (bajo), y Oliver Fokin (batería). El primer álbum de la banda llamado Devs Iratvs fue compilado de varias maquetas que se habían grabado antes de su lanzamiento en 2001. Un buen primer álbum de estudio fue lanzado en 2004 llamado ShamaNatahS. Mäenpäa deja la banda para formar una banda llamada Wintersun.

## Miembros
- Valtias Mustatuuli - Voces
- Mikael Omega Sanctum - Guitarra, bajo, sintetizador y coros
- Erzebeth Meggadeath - batería y coros (ver Moonsorrow)

### Otros miembros
- Routa - Guitarras/teclados (Finntroll)
- Kimmo Miettinen (Mor Vethor) - batería (ex-Cadacross)
- Jari Mäenpää (Arbaal) - Guitarras, teclados,voces (ver Wintersun, ex-Ensiferum)
- Kai Hahto (Dr. KH) - batería (ver Wintersun, Swallow the Sun, ex-Rotten Sound)
- Janne Leinonen (G'thaur) - Bajo (ver Barathrum)
- Oliver Fokin - batería (ex-Ensiferum)
- Jukka-Pekka Miettinen (Mor Voryon) - Guitarras, teclados, Voces (ex-Ensiferum)
- S.M. NekroC - Guitarras (ver De Lirium's Order)
- Magistra Nocte - Teclados, Voces
- Aconitum - Bajo

## Discografía

### Demos
- 1998 - Demo '98
- 1999 - The Archaic Dreamer
- 2002 - Promon02AB
- 2006 - ShamaNatahS
- 2007 - The Hyperion Elements

### Álbumes
- 2001 - Devs Iratvs
- 2009 - a.O.a.